# Mughiriyya
Mughiriyya fou una secta xiïta radical que va agafar el nom del seu fundador al-Mughira ibn Saïd al-Bajalí, mawla de Khalid ibn Abd-Al·lah al-Qasrí, governador de l'Iraq entre 724 i 738. Al-Mughira era un vell cec que feia màgia. A la mort del hussaynita Muhàmmad al-Bàqir (735) va anunciar que l'hussaynita Muhàmmad ibn Abd-Al·lah ab-Nafs az-Zakiyya retornaria com a mahdí, i mentrestant l'imamat alida estava caducat i ell mateix havia d'exercir com a imam temporal. El 737 es va revoltar a Kufa tot i tenir pocs seguidors i s'hauria aliat a un altre rebel, Bayan ibn Saman, però el governador el va matar quasi immediatament. Els sectaris van reconèixer com a successor a Jàbir al-Jufí, que va morir vers 746, i després a Bakr al-Àwar al-Hajarí al-Qattat; aquest es va enriquir a costa dels sectaris però fou descobert i destituït, sent nomenat Abd-Al·lah ibn al-Mughira, que va morir el 762 i ja no es va nomenar successor i la secta es va descompondre en els anys següents.